# 알렉산드르 고르바토프
알렉산드르 바실리예비치 고르바토프(러시아어: Алекса́ндр Васи́льевич Горба́тов; 1891년 3월 21일 ~ 1973년 12월 7일)는 제1차 세계 대전 당시 러시아 제국군 장교로, 제2차 세계 대전 때는 붉은 군대 대장으로 복무하며 소련 영웅 칭호를 수여받은 러시아와 소련의 군인이다. 전후에는 소련이 점령한 독일과 동독에서 소련군 사령관으로 복무했으며, 육군대장 계급으로 퇴역했다. 1964년에는 그의 회고록 《내 인생의 세월》이 출간되어 큰 호평을 받았다.

## 제1차 세계 대전과 그 여파
알렉산드르 고르바토프는 제1차 세계 대전 기간 동안 러시아 제국군에서 복무하며 동부 전선의 여러 전투(탄넨베르크 전투, 갈리치아 전투, 프셰미실 전투, 고를리체-타르누프 공세, 마주리안 호수 전투 1차 및 2차, 브루실로프 공세, 케렌스키 공세 등)에 참전했다. 10월 혁명과 이어진 러시아 내전 이후인 1919년, 고르바토프는 붉은 군대의 지휘관(소련 지도부는 '장교'라는 단어가 붉은 군대에게는 지나치게 서구화된 표현이라 생각하여 모든 소련군 장교를 '지휘관'으로 분류했다)으로 입대했다. 고르바토프는 뛰어난 공적을 세워 적기훈장을 받았다. 러시아 내전이 끝날 무렵에는 적위군 기병사단 중 하나의 지휘관이 되었다.
1920년 4월에는 제58기병연대 지휘관이 되었고, 8월에는 독립바시키르기병여단을 지휘하게 되었다. 이후 투르케스탄 제4기병사단과 우크라이나의 제2기병사단도 지휘했다.

## 전간기, 제2차 세계 대전과 그 여파
소련군 대숙청 기간 중 고르바토프는 '인민의 적'이라는 죄목으로 유죄 판결을 받아 콜리마 금광으로 보내졌다. 수년간 육체노동자로 일한 후 1941년 3월 복권되어 이전 계급으로 붉은 군대에 복귀했다. 바르바로사 작전 초기에는 제226보병사단의 지휘를 맡았다. 1941년 12월 27일에는 소장으로 진급했다. 이 직책에서 뛰어난 능력을 보인 후 제3군 사령관으로 임명되었고, 붉은 군대의 독일 진격에서 중요한 역할을 했다. 전쟁이 끝난 후인 1945년에는 소련 원수 게오르기 주코프의 지휘 아래 베를린 주둔 소련군 사령관으로 임명되었다. 1950년부터 1954년까지는 소련 공수부대 사령관을 지냈고, 1954년부터 1958년까지는 발트 군관구 사령관으로 복무했다. 1955년 3월 11일에는 육군대장(원수 바로 아래 계급인 4성 장군)으로 진급했다.
그의 자서전은 1964년 3월호부터 5월호까지 소련 문예지 《노비 미르》에 연재되었고, 서방에서는 《내 인생의 세월》이라는 제목으로 출간되었다.